# Kibara papuana
Kibara papuana är en tvåhjärtbladig växtart som beskrevs av A. C. Smith. Kibara papuana ingår i släktet Kibara och familjen Monimiaceae. Inga underarter finns listade i Catalogue of Life.